# Могендович, Михаил Романович
Михаил Романович Могендович (27 декабря 1900, Кострома — 16 декабря 1979, Пермь) — русский учёный, доктор биологических наук, заведующий кафедрой нормальной физиологии Пермского государственного медицинского института.

## Биография
Михаил Романович Могендович родился 27 декабря 1900 года в Костроме, в многодетной семье.
С 1919 по 1921 года служил в 1-й конной армии С. М. Буденного.
В 1928 году окончил Ленинградский педагогический институт им. Герцена, в 1931 — аспирантуру в Ленинградском институте мозга.
С 1931 по 1941 года являлся научным сотрудником и преподавателем Ленинградского педагогического института и медицинского стоматологического института.
В 1941 году защитил докторскую диссертацию, которая была опубликована в виде монографии «Чувствительность внутренних органов (интероцепция) и хронаксия скелетной мускулатуры».
В этом же году он был эвакуирован в связи с блокадой Ленинграда в г. Молотов.
В 1942 году утвержден в звании профессора кафедры нормальной физиологии. С 1942 по 1945 года работал заведующим кафедрой нормальной физиологии Молотовского стоматологического института, в 1945 — зав. кафедрой нормальной физиологии Пермского медицинского института, где бессменно проработал более четверти века.

Под руководством профессора М. Р. Могендовича в этот период проводились научные исследования в трех направлениях:
1. Изучалось биологическое действие магнитного поля и строго периодической вибрации на организм человека и животных. Результаты этих исследований имели значение для развития магнитобиологии и физиотерапии.
2. В исследованиях по проблеме висцеромоторных рефлексов были выявлены особенности возбудимости висцерорефлексов, роль висцерорефлексов сердца и желудка в изменении функционального состояния двигательного аппарата по механизму висцеромоторных рефлексов.
3. Более четверти века под руководством М. Р. Могендовича разрабатывалась проблема и предложенная им теория моторно-висцеральных рефлексов. В эту работу активно включились сотрудники и других кафедр института, вузов города, а также специалисты по физиологии труда, спорта, лечебной физической культура, курортологии, терапии, невропатологии, психиатрии, дерматологии из Калинина, Волгограда, Ярославля, Пятигорска.

Формирование М. Р. Могендовича как учёного было обусловлено влиянием школы отечественных ученых Н. Е. Веденского, А. А. Ухтомского.

## Этапы жизни
- 1931—1941 — Ленинградский педагогический институт им. Н. К. Крупской и медицинский стоматологический институт, научный сотрудник и преподаватель
- 1942—1945 — Молотовский стоматологический институт, зав. кафедрой нормальной физиологии
- 1945—1971 — Пермский медицинский институт, зав. кафедрой нормальной физиологии

## Основные монографии
- Чувствительность внутренних органов (интероцепция) и хронаксия скелетной мускулатуры. Ленинград, 1941
- Рефлекторное взаимодействие локомоторной и висцеральной систем. Медгиз, 1957
- Физиологические основы взаиморегуляции моторики и вегетатики. (Первая актовая речь в день годовщины института). Пермь, 1966
- Мозг и жизнь. Изд. Пермского книжного издательства, 1967 (Второе издание, 1972)
- Лекции по физиологии моторно-висцеральной регуляции. Пермь, 1972
- Анализаторы и внутренние органы. (Учебное пособие). Изд. «Высшая школа». Москва, 1971 (совместно с И. Б. Темкин)
- Физиологические основы лечебной физической культуры. Издательство «Удмуртия», 1975 (совместно с И. Б. Темкин)